# Corsiaceae
Corsiaceae is een botanische naam, voor een familie van eenzaadlobbige planten. Een familie onder deze naam wordt slechts zelden erkend door systemen van plantentaxonomie, maar wel door het APG-systeem (1998) en het APG II-systeem (2003).
Het gaat dan om een kleine familie, van hooguit een paar dozijn soorten.
Volgens de APWebsite [8 maart 2008] staat de samenstelling van de familie nog ter discussie.
In APG I werd de familie niet in een orde geplaatst.